# Acrocercops obversa
Acrocercops obversa là một loài bướm đêm thuộc họ Gracillariidae. Nó được tìm thấy ở Guyana. Nó được miêu tả bởi Edward Meyrick năm 1915.